# Cultura di Trzciniec

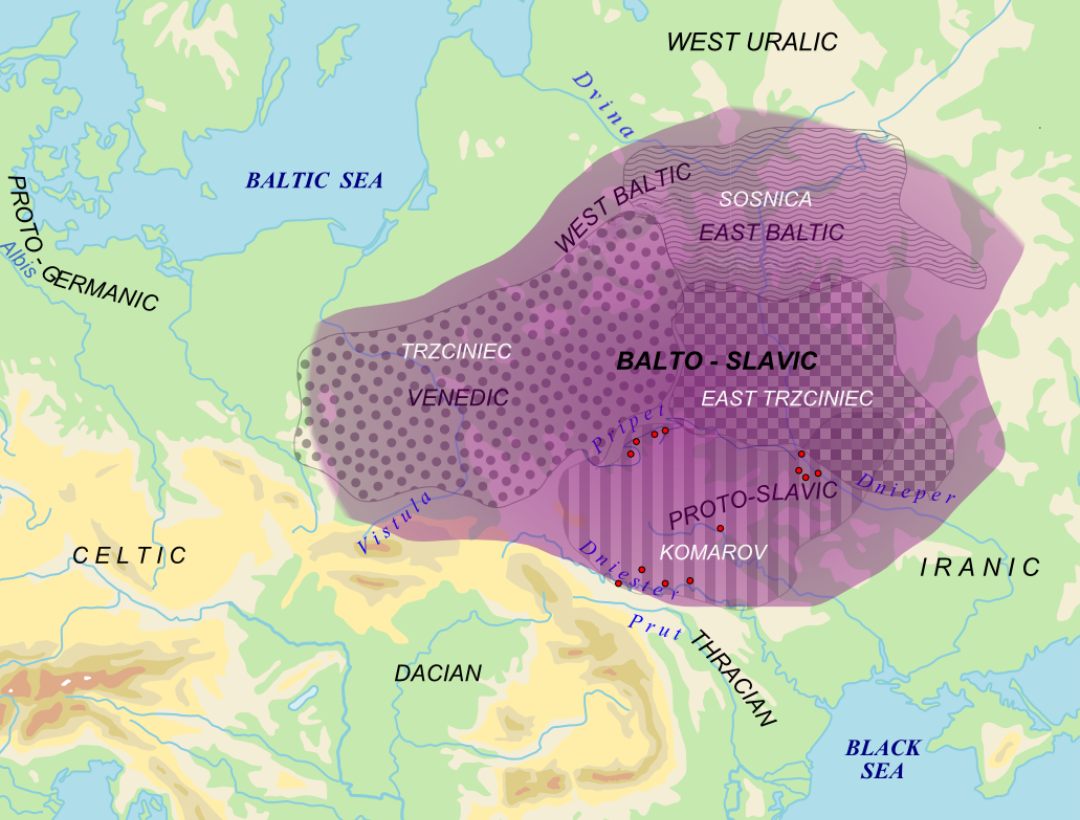
Cultura di Trzciniec (+ Sosnica e Komarov)

La cultura di Trzciniec fu un antico aspetto culturale sviluppatosi durante l'età del bronzo (1700-1200 a.C.) nel territorio dell'Europa centro-orientale, nelle regioni dell'attuale Polonia e Ucraina occidentale.
I siti più importanti di questa cultura sono quelli di Złota Pińczowskia, Więcławice świętokrzyskie, Goszyce, e Bondyrz, nei pressi dei Kurgan di Guciow. In alcuni di questi siti sono stati rinvenuti importanti tesori tra cui ornamenti in oro ed argento.
La cultura di Trzciniec si sviluppò da tre sub-culture imparentate della più vasta cultura della ceramica cordata : Mierzanowicka, Strzyżowska e Iwieńska. Venne succeduta dalla cultura lusaziana che si formò originariamente nei pressi di Łódź in Polonia
Per quanto riguarda le tradizioni funerarie erano praticate sia l'inumazione che la cremazione. Casi di inumazione entro Kurgan sono stati scoperti a Wolica Nowa mentre sepolture Kurgan ad incinerazione sono state rinvenute a Łubna-Jakusy.